# جایزه بزرگ هلند ۲۰۲۴
جایزه بزرگ هلند ۲۰۲۴ که به‌طور رسمی با عنوان جایزه بزرگ هلند فرمول ۱ هاینکن ۲۰۲۴ شناخته می‌شود یک مسابقه اتومبیلرانی فرمول یک بود که در ۲۵ اوت ۲۰۲۴ در پیست پارک زندورت، زاندفورت، هلند برگزار شد. این مسابقه پانزدهمین دور از مسابقات فرمول یک فصل ۲۰۲۴ بود.
لاندو نوریس از تیم مک‌لارن پول پوزیشن مسابقه را کسب کرد و ماکس فرستاپن از ردبول ریسینگ در جایگاه دوم قرار گرفت. ماکس فرستاپن قبل از اولین پیچ دور ۱ از نوریس سبقت گرفت اما نوریس در دور هجدهم دوباره پیشتاز مسابقه شد.
نوریس در بیشتر دورهای مسابقه پیشتاز بود، لاندو نوریس همچنین سریعترین دور مسابقه را به نام خود ثبت کرد و برای دومین بار در طول حرفه ورزشی خود به پیروزی رسید.
جایزه بزرگ هلند آخرین مسابقه تا به امروز برای راننده آمریکایی تیم ویلیامز لوگان سرجنت بود که پس از مسابقه صندلی خود را در تیم ویلیامز از دست داد، فرانکو کولاپینتو از جایزه بزرگ ایتالیا بعدی تا پایان فصل جایگزین لوگان سارجنت شد.